# プロメテウス (衛星)
プロメテウス (Saturn XVI Prometheus) は、土星の第16衛星である。羊飼い衛星の一つであり、土星の環の一つであるF環の形成・維持に関与している。

## 発見と命名
プロメテウスは1980年10月中旬に、ボイジャー1号が撮影した写真の中からブラッドフォード・A・スミスが率いるボイジャーの撮像チームによって発見され、S/1980 S 27 という仮符号が与えられた。この際にはパンドラも発見されている。その後1986年1月3日に、ギリシア神話の巨人族で人類に火をもたらして罰を受けるプロメーテウスにちなんで命名され、Saturn XVI という確定番号が与えられた。

## 物理的特徴
プロメテウスは非常に細長い形状をしており、三軸径はおよそ 136×79×59 km である。表面には尾根や谷、複数個の直径 20 km ほどの衝突クレーターがみられるが、近くを公転するパンドラ、エピメテウス、ヤヌスと比べるとクレーターの数は少ない。
密度が非常に低く、アルベドは比較的高いことから、プロメテウスは非常に多孔質な氷で出来た天体だと考えられている。しかしこれらの値には不定性が多い。

## F環および他の衛星との関係
プロメテウスは土星の細い土星の環#F環内縁の羊飼い衛星である。パンドラはF環のすぐ外側を公転しており、パンドラもF環の形成に関わっていると考えられてきた。しかし近年の研究では、F環の形成に寄与しているのはプロメテウスのみであることが示唆されている。
土星探査機カッシーニ (探査機)によって、プロメテウスの重力はF環中にねじれ構造とこぶ状の構造を生成していることが判明した。
プロメテウスの軌道は、パンドラとの4種類の 121:118 平均運動共鳴の影響でカオス的であると考えられる。プロメテウスとパンドラの軌道の最も分かりやすい変化は、パンドラの近点がプロメテウスの遠点と一直線上に並ぶ、およそ6.2年ごとに発生する。この時、両者はおよそ 1400 km 以内の距離に接近する。またプロメテウス自身はアトラスの軌道に大きな擾乱をもたらしており、両者は平均経度が 53:54 の共鳴を起こしている。